# Gross Grünhorn
Gross Grünhorn (někdy pouze Grünhorn, 4043 m n. m.) je hora v Bernských Alpách. Leží na území Švýcarska v kantonu Valais nedaleko italských hranic. Na vrchol je možné vystoupit od chaty Konkordia Hütte (2850 m n. m.). Hora se nachází mezi dvěma velkými ledovci: Aletschgletscherem na západě a Fieschergletscherem na východě.
Horu poprvé zdolali 7. srpna 1865 Edmund von Fellenberg, Peter Michel, Peter Egger a Peter Inäbnit.